# Mogens Wöldike
Mogens Wöldike (Copenhague, 5 de julio de 1897 – Ibídem, 20 de octubre de 1988) fue un director de orquesta, director de coro y organista danés, reconocido por sus interpretaciones de la música de los períodos barroco y clásico.

## Biografía
Wöldike se graduó como organista en la Real Academia Danesa de Música en 1916. Ahí estudió con Carl Nielsen y Thomas Laub. Se convirtió en cantor de la Iglesia de Holmen en 1919 y posteriormente, organista en 1925. Luego fue organista en la Iglesia del Palacio de Christiansborg desde 1931, y en la Catedral de Copenhague de 1959 a 1972.
En 1932 Wöldike fundó el Coro de la Radio Danesa en Copenhague, de 1943 a 1945 fue director de la Orquesta de Radio de Suecia y de 1950 a 1976 director de la Orquesta Sinfónica Nacional de Dinamarca. 
Después de la Segunda Guerra Mundial, Wöldike ganó reputación internacional a través de presentaciones regulares como director invitado y giras por Europa y los Estados Unidos.
En 1976 fue galardonado con el Premio musical Léonie Sonning, el premio musical más prestigioso de Dinamarca.